# Iglesia de San Abraham
La Iglesia de San Abraham (en persa: کلیسای حضرت ابراهیم) es una iglesia católica administrada por los Dominicos en Teherán, la capital del país asiático de Irán.
En 1962, la Santa Sede pidió a la Orden de los Dominicos venir una vez más a Irán. La Provincia Dominica de Irlanda acordó establecer una comunidad en Teherán. La provincia irlandesa Dominica sigue siendo el personal de la iglesia allí. El Padre William Barden (que más tarde se convirtió en arzobispo) fue el primero en llegar y pronto fue acompañado por el Padre Hugo Brennan. Alquilaron una casa cerca de la Universidad de Teherán en la calle Profesor Brown. Al igual que la antigua casa en Isfahán se la dedicaron a "Nuestra Señora del Rosario" y era conocida como "Casa del Rosario." El 23 de mayo de 1966, la nuevo Casa Dominica y la Iglesia de San Abraham se abrió en la calle Jamalzadeh Shomali, Teherán.
La iglesia está dedicada a San Abraham. Abraham es padre en la fe de las 3 grandes religiones monoteístas, el cristianismo, el Islam y el judaísmo. Al elegir a Abraham como el patrón de la parroquia, los dominicos mostraron su deseo de que se convertiera en un lugar de estudio, encuentro y entendimiento entre personas de diferentes religiones.